# Droga wojewódzka 573
Die Droga wojewódzka 573 (DW 573) ist eine 48 Kilometer lange Droga wojewódzka (Woiwodschaftsstraße) in der polnischen Woiwodschaft Łódź und der Woiwodschaft Masowien, die Żychlin mit Nowy Duninów verbindet. Die Strecke liegt im Powiat Kutnowski, im Powiat Gostyniński und im Powiat Płocki.

## Streckenverlauf
Woiwodschaft Łódź, Powiat Kutnowski
-  Żychlin (Zichlin) (DW 583)
- Jastrzębia

Woiwodschaft Masowien, Powiat Gostyniński
- Kamieniec
- Dobrów
- Helenów Słupski
- Suserz
-  Sewerynów (Zichlin) (DW 574)
- Szczawinek
- Szczawin Kościelny
- Kaleń
- Budy Kaleńskie
- Skoki
-  Gostynin (Gostynin) (DK 60, DW 265, DW 581)
- Bierzewice
- Kruk
- Lucień

Woiwodschaft Masowien, Powiat Płocki
-  Nowy Duninów (DK 62)